# Le Soldat et les Trois Sœurs
Le Soldat et les Trois Sœurs est un court métrage français réalisé par Pascal Aubier, sorti en 1972.

## Fiche technique
- Titre : Le Soldat et les Trois Sœurs
- Réalisation : Pascal Aubier
- Scénario : Pascal Aubier
- Photographie : Jean-Jacques Flori
- Production : Les Films de la Commune
- Durée : 28 minutes
- Date de sortie : 1972 (présentation au festival de Grenoble[1])

## Distribution
- Françoise Prouvost
- Élisabeth Prouvost
- Monique Prouvost
- Pascal Aubier
- Raphaël Tarnowsky

## Distinctions
- 1973 : Prix Jean-Vigo du court métrage[2]